# AKB48グループ 第2回ユニットじゃんけん大会〜空気を読むな、心を読め!〜
『AKB48グループ 第2回ユニットじゃんけん大会〜空気を読むな､心を読め!〜』（エーケービーフォーティーエイトグループ だい2かいユニットじゃんけんたいかい くうきをよむな こころをよめ）は、AKB48グループのメンバーで結成されたユニット同士でのじゃんけんにより、メジャーデビューするユニットを決めるイベントである。

## 概要
2018年（平成30年）7月8日にAKB48の握手会および公式ブログにおいて「第2回ユニットじゃんけん大会」の開催が発表された。本戦は9月23日に東京都大田区の日本工学院専門学校内の片柳アリーナで開催され、AKB48チーム4ドラフト研究生の多田京加とHKT48チームTIIドラフト研究生の松田祐実からなるFortune cherryが優勝し、12月19日のメジャーデビューが決定した。
本戦では市川展丈が進行、水野悠希がアシスタント、ジャングルポケットがMCを務めた。レフェリーはイジリー岡田が務め、当日が誕生日であったためサプライズで祝福される一幕もあった。
予備戦および本戦トーナメント抽選会、本戦を通してイベントの模様はすべてニコニコ生放送で生中継された。またSHOWROOMでは『AKB48 グループじゃんけん大会裏実況生配信!』が、実況で和賀勇介、サブMCとして込山榛香と岡部麟（AKB48）が出演し、生配信された。
元号が令和に変わった2019年以降実施されてないことから、この年が現時点では最後の選抜じゃんけん大会開催となっている。

## 出場可能枠
本戦に出場できるのは48枠であり、10人〜ユニット以外は申込組数が定数枠を超えたため2018年8月10日から8月12日にかけて予備戦が行われた。
| 出場枠         | 1人ソロ | 2人 ユニット | 3人 ユニット | 4人 ユニット | 5人 ユニット | 6人 ユニット | 7〜9人 ユニット | 10人〜 ユニット | 計    |
| -------------- | ------- | ------------ | ------------ | ------------ | ------------ | ------------ | --------------- | --------------- | ----- |
| 本戦出場可能枠 | 4枠     | 26枠         | 10枠         | 3枠          | 2枠          | 1枠          | 1枠             | 1枠             | 48枠  |
| 申込組数       | 14組    | 66組         | 23組         | 12組         | 7組          | 3組          | 3組             | 1組             | 129組 |

## 参加ユニット
参加資格があるのは、開催発表時点で卒業発表をしていない日本国内AKB48グループ（AKB48・SKE48・NMB48・HKT48・NGT48・STU48）に所属しているメンバーである。太字は本戦出場ユニット。記載順は、本戦出場ユニットを50音順→予選敗退ユニットを公式サイトに準じて配列した。
| \| - AKB48 - チームA - A - チームK - K - チームB - B - チーム4 - 4 - チーム8 - 8 - チームA研究生 - A研 - チームK研究生 - K研 - チームB研究生 - B研 - チーム4研究生 - 4研 \| - SKE48 - チームS - S - チームKII - KII - チームE - E - 研究生 - SKE研 \| - NMB48 - チームN - N - チームM - M - チームBII - BII - チームNドラフト研究生 - N研 - チームMドラフト研究生 - M研 - チームBIIドラフト研究生 - BII研 \| - HKT48 - チームH - H - チームKIV - KIV - チームTII - TII - チームHドラフト研究生 - H研 - チームKIVドラフト研究生 - KIV研 - チームTIIドラフト研究生 - TII研 \| - NGT48 - チームNIII - NIII - チームG - G - チームNIIIドラフト研究生 - NIII研 - STU48 - STU - 研究生 - STU研 \| |                                                                        | | | |
| - AKB48 - チームA - A - チームK - K - チームB - B - チーム4 - 4 - チーム8 - 8 - チームA研究生 - A研 - チームK研究生 - K研 - チームB研究生 - B研 - チーム4研究生 - 4研 | - SKE48 - チームS - S - チームKII - KII - チームE - E - 研究生 - SKE研 | - NMB48 - チームN - N - チームM - M - チームBII - BII - チームNドラフト研究生 - N研 - チームMドラフト研究生 - M研 - チームBIIドラフト研究生 - BII研 | - HKT48 - チームH - H - チームKIV - KIV - チームTII - TII - チームHドラフト研究生 - H研 - チームKIVドラフト研究生 - KIV研 - チームTIIドラフト研究生 - TII研 | - NGT48 - チームNIII - NIII - チームG - G - チームNIIIドラフト研究生 - NIII研 - STU48 - STU - 研究生 - STU研 |

### 1人ソロ
| ユニット         | メンバー          |
| ---------------- | ----------------- |
| 岡田 美紅        | 岡田美紅（SKE研） |
| 蔵本 美結        | 蔵本美結（4研）   |
| さくらんぼの妖精 | 菅原りこ（G）     |
| 野澤 玲奈        | 野澤玲奈（K）     |
| マリーナzoo      | 大谷満理奈（STU） |
| 古畑 奈和        | 古畑奈和（KII）   |
| 明石 奈津子      | 明石奈津子（BII） |
| 原澤 音妃        | 原澤音妃（4研）   |
| 佐野 遥          | 佐野遥（STU）     |
| 日下 このみ      | 日下このみ（N）   |
| 伊藤 優絵瑠      | 伊藤優絵瑠（H研） |
| 外薗 葉月        | 外薗葉月（TII）   |
| 矢作 有紀奈      | 矢作有紀奈（KII） |

### 2人ユニット
| ユニット                                                                         | メンバー                               |
| -------------------------------------------------------------------------------- | -------------------------------------- |
| 大空ついんず                                                                     | 大竹ひとみ（B研）、本田そら（A研）     |
| 大人の事情                                                                       | 馬嘉伶（4）、田島芽瑠（H）             |
| ♡OyakO♡（オヤコ）                                                                | 峯吉愛梨沙（STU）、森香穂（STU）       |
| ザ・イーズ                                                                       | 小田えりな（8/K）、坂本愛玲菜（TII）   |
| START LINE                                                                       | 石安伊（TII研）、安藤千伽奈（NGT研）   |
| 絶対優勝しような!                                                                | 甲斐心愛（STU）、矢野帆夏（STU）       |
| ♡cheekcheek♡                                                                     | 清水梨央（TII）、馬場彩華（KIV研）     |
| ちぐはぐシスターズ                                                               | 安部若菜（N研）、泉綾乃（N研）         |
| 超大盛                                                                           | 長久玲奈（8/A）、大盛真歩（B研）       |
| teamお鍋                                                                         | 石田優美（M）、大段舞依（M）           |
| Destiny hero                                                                     | 石塚朱莉（BII）、久代梨奈（BII）       |
| ねむたい                                                                         | 大芝りんか（KII）、白雪希明（E）       |
| パラパラ同好会                                                                   | 山尾梨奈（N）、森田彩花（BII）         |
| ぱるひゅー                                                                       | 一色嶺奈（S）、三島遥香（STU）         |
| ひならん                                                                         | 下口ひなな（K）、小林蘭（K研）         |
| fairy w!nk                                                                       | 荒巻美咲（TII）、運上弘菜（KIV）       |
| Fortune cherry                                                                   | 多田京加（4研）、松田祐実（TII研）     |
| BABYCHEEKS♡                                                                      | 山内祐奈（TII）、武田智加（TII）       |
| MAKARON's                                                                        | 鈴木くるみ（A）、山内瑞葵（4）         |
| 武藤シスターズ                                                                   | 武藤十夢（K）、武藤小麟（K）           |
| MUOM                                                                             | 後藤萌咲（A）、下尾みう（8/A）         |
| めぐみん&りーたん                                                                | 神山莉穂（B研）、永野恵（K研）         |
| もしもドラ3地雷 岡田梨奈が正統派アイドル 吉橋柚花とじゃんけん ユニットを組んだら | 岡田梨奈（K研）、吉橋柚花（4研）       |
| yaaaaaaaya                                                                       | 武井紗良（BII）、中川美音（BII）       |
| LovelySugar                                                                      | 市川愛美（K）、佐藤妃星（4）           |
| rose                                                                             | 太田奈緒（8/B）、人見古都音（8/A）     |
| フレッシュピーチ's                                                               | 岩田桃夏（M）、安田桃寧（M）           |
| りかりん                                                                         | 清水里香（BII）、小嶋花梨（N）         |
| TeaTea                                                                           | 内木志（N）、川上千尋（M）             |
| さとここなっち。                                                                 | 久保怜音（B）、梅山恋和（N）           |
| ゆいゆいはん                                                                     | 横山由依（A）、小栗有以（8/A）         |
| 10期。                                                                           | 加藤玲奈（A）、藤田奈那（K）           |
| ことにゃみみ                                                                     | 坂本夏海（M研）、杉浦琴音（M研）       |
| 岩石                                                                             | 石田みなみ（STU）、岩田陽菜（STU）     |
| 身長差かっぷる♡                                                                  | 野田陽菜乃（8/4）、本間麻衣（4研）     |
| みゆかるん。                                                                     | 大森美優（4）、佐々木優佳里（B）       |
| エトヒツジ                                                                       | 大家志津香（B）、田口愛佳（A）         |
| Cherry Dream                                                                     | 山邊歩夢（B）、末永桜花（E）           |
| Win-Win                                                                          | 峯岸みなみ（K）、矢作萌夏（K研）       |
| Wななみ                                                                          | 山田菜々美（8/K）、佐藤七海（8/4）     |
| Angel Number22                                                                   | 石綿星南（4研）、坂本真凜（S）         |
| JK彩り姫                                                                         | 長友彩海（K研）、勝又彩央里（K研）     |
| 中西                                                                             | 中野愛理（KII）、西満里奈（E）         |
| わたしたち超無課金勢♡卍ちゃん                                                    | 本郷柚巴（N）、森下舞羽（STU）         |
| Swan Girls                                                                       | 小熊倫実（G）、長谷川玲奈（G）         |
| なぁゆみ                                                                         | 岡田奈々（4/STU）、瀧野由美子（STU）   |
| じゅりまこ                                                                       | 小嶋真子（K）、高橋朱里（B）           |
| パねぇ                                                                           | 山本望叶（BII）、沖侑果（STU研）       |
| de communi                                                                       | 佐藤海里（NIII研）、藤崎未夢（NIII研） |
| カニもふ                                                                         | 太野彩香（NIII）、村雲颯香（G）        |
| 折れない心                                                                       | 秋吉優花（H）、稲垣香織（4）           |
| Honey sisters                                                                    | 平田詩奈（E）、大谷悠紀（S）           |
| かとっぱ                                                                         | 加藤美南（NIII）、高倉萌香（NIII）     |
| あおもりんご                                                                     | 山口真帆（G）、對馬優菜子（NIII研）    |
| melody twins                                                                     | 地頭江音々（KIV）、町音葉（S）         |
| アンアンガールズ                                                                 | 田中菜津美（H）、山根涼羽（A研）       |
| 親友                                                                             | 岩花詩乃（KIV）、渡部愛加里（H研）     |
| fishing girls                                                                    | 今田美奈（KIV）、菅原早記（STU）       |
| moon cupids                                                                      | 月足天音（TII）、市岡愛弓（STU）       |
| ふうちほ                                                                         | 石田千穂（STU）、薮下楓（STU）         |
| 竹山                                                                             | 竹内美宥（B）、山内鈴蘭（S）           |
| chewing gum                                                                      | 水田詩織（BII）、鵜野みずき（M）       |
| ゆらゆら〜やってきた甘〜い 声をお届けする隊                                      | 門脇実優菜（STU）、由良朱合（STU研）   |
| ぴよぽ。                                                                         | 都築里佳（S）、石黒友月（SKE研）       |
| ブォン                                                                           | 佐藤佳穂（E）、野々垣美希（E）         |
| せりこむ                                                                         | 熊沢世莉奈（KIV）、深川舞子（KIV）     |

### 3人ユニット
| ユニット                | メンバー                                                  |
| ----------------------- | --------------------------------------------------------- |
| 憧れのポップスターズ    | 向井地美音（A）、谷川聖（8/A）、前田彩佳（A）             |
| ずみいもだす            | 梅本和泉（B研）、小田彩加（TII）、堺萌香（TII）           |
| THREE TOPAZES           | 谷口茉妃菜（STU）、信濃宙花（STU研）、溝口亜以子（STU研） |
| D3（ディーキューブ）    | 湯本亜美（K）、横山結衣（8/K）、安田叶（K）               |
| 残り物には福がある      | 西澤瑠莉奈（M）、井尻晏菜（BII）、城恵理子（BII）         |
| はるの大三角            | 橋本陽菜（8/K）、黒須遥香（4研）、齋藤陽菜（B研）         |
| 未年姉妹                | 浅井裕華（E）、須田亜香里（E）、相川暖花（E）             |
| 火の国熊本三銃士        | 倉野尾成美（8/K）、井上瑠夏（S）、田中美久（H）           |
| 舞台で隊                | 歌田初夏（8/4）、北川愛乃（S）、榊美優（STU）             |
| rabi♡                   | 本田仁美（8/B）、加藤夕夏（M）、本村碧唯（KIV）           |
| おこちゃまーぼーどうふ  | 佐藤美波（A研）、田屋美咲（4）、播磨七海（B研）           |
| みやぎ盛り上げ隊 DACCHA | 菅原茉椰（E）、佐藤朱（8/B）、高橋七実（NIII研）          |
| チーム北関東            | 磯佳奈江（M）、惣田紗莉渚（KII）、福士奈央（E）           |
| ポメとミケとキツネ      | 福岡聖菜（B）、本間日陽（G）、豊永阿紀（TII）             |
| スーパーホワイトルズ    | 宮崎美穂（A）、浅井七海（4）、永野芹佳（8/4）             |
| Rebellious              | 佐藤杏樹（NIII）、磯貝花音（STU）、藤原あずさ（STU）      |
| 道端に咲くリラの花      | 宮里莉羅（8/4）、千葉恵里（A）、道枝咲（A研）             |
| 西荻柏                  | 柏木由紀（B/NIII）、荻野由佳（NIII）、西潟茉莉奈（NIII）  |
| 五月蝿い                | 中西智代梨（B）、谷真理佳（E）、山田野絵（NIII）          |
| 悪魔の正し方            | 込山榛香（K）、岡部麟（8/A）、中井りか（G）               |
| 上野と中野と下野        | 上野遥（H）、下野由貴（KIV）、中野郁海（8/K）             |
| ひめちゃんプリンセス    | 田北香世子（B）、大川莉央（4）、達家真姫宝（4）           |
| サンコヒメ              | 高柳明音（KII）、松村香織（KII）、大場美奈（KII）         |

### 4人ユニット
| ユニット                    | メンバー                                                                   |
| --------------------------- | -------------------------------------------------------------------------- |
| うどんだけじゃないけん!     | 行天優莉奈（8/4）、髙畑結希（E）、川上礼奈（M）、福田朱里（STU）           |
| Namba twinkles♡             | 大澤藍（M研）、佐藤亜海（M研）、溝渕麻莉亜（N研）、南羽諒（BII研）         |
| フレッシュドラキュアッ!(偽) | 大田莉央奈（BII研）、河野奈々帆（N研）、前田令子（N研）、山崎亜美瑠（M研） |
| RYMMROOM                    | 大西桃香（8/4）、寺田美咲（8/K）、服部有菜（8/B）、山本瑠香（8/B）         |
| SUPERMOON                   | 小畑優奈（KII）、水野愛理（KII）、太田彩夏（KII）、野島樺乃（S）           |
| sisters♡                    | 上西怜（BII）、中野美来（M）、山田寿々（M）、野村実代（S）                 |
| 僕達は知っている            | 片岡成美（KII）、上村亜柚香（S）、杉山愛佳（S）、森平莉子（SKE研）         |
| 私の名は。                  | 左伴彩佳（8/K）、髙橋彩音（8/4）、吉川七瀬（8/B）、清水麻璃亜（8/B）       |
| 片道切符5830円              | 松本慈子（S）、仲村和泉（S）、斉藤真木子（E）、深井ねがい（SKE研）         |
| ぷちょへんざ                | 植木南央（KIV）、村重杏奈（KIV）、松岡はな（TII）、村川緋杏（TII）         |
| 笑媛girls（えひめガールズ） | 高岡薫（8/4）、門田桃奈（STU）、兵頭葵（STU）、中村舞（STU研）             |
| H☆N                         | 宮脇咲良（KIV）、矢吹奈子（H）、白間美瑠（M）、山本彩加（N）               |

### 5人ユニット
| ユニット                      | メンバー                                                                              |
| ----------------------------- | ------------------------------------------------------------------------------------- |
| 地球温暖化について語る会      | 山田杏華（8/K）、川原美咲（8/B）、奥本陽菜（8/A）、春本ゆき（8/K）、奥原妃奈子（8/B） |
| 博多女子                      | 駒田京伽（H）、坂口理子（H）、冨吉明日香（KIV）、朝長美桜（KIV）、渕上舞（KIV）       |
| Queentet                      | 吉田朱里（M）、太田夢莉（BII）、渋谷凪咲（M）、村瀬紗英（BII）、植村梓（BII）         |
| Cinq Charme（センクシャルム） | 西川怜（A）、谷口めぐ（B）、田中皓子（STU）、今村美月（STU）、土路生優里（STU）       |
| nyamm                         | 古賀成美（N）、東由樹（N）、谷川愛梨（N）、三田麻央（N）、林萌々香（N）               |
| XIII（キスミー）              | 北澤早紀（B）、篠崎彩奈（A）、岩立沙穂（B）、茂木忍（K）、村山彩希（4）               |
| ぼっちクエスト                | 荒井優希（KII）、内山命（KII）、江籠裕奈（KII）、白井琴望（KII）、高木由麻奈（KII）   |

### 6人ユニット
| ユニット                     | メンバー                                                                                                 |
| ---------------------------- | --- |
| 十人十色                     | 角ゆりあ（G）、日下部愛菜（G）、清司麗菜（NIII）、中村歩加（G）、奈良未遥（G）、西村菜那子（NIII）       |
| HOKKAIDOLL（ホッカイドール） | 川本紗矢（4）、坂口渚沙（8/B）、庄司なぎさ（A研）、佐藤詩識（A研）、古川夏凪（A研）、堀詩音（N）         |
| 私立指原中学                 | 指原莉乃（H）、今村麻莉愛（TII）、倉島杏実（E）、塩月希依音（BII研）、末永祐月（K研）、新谷野々花（STU） |

### 7〜9人ユニット
| ユニット | メンバー |
| -------- | --- |
| 栄6期生  | 北川綾巴（S）、山田樹奈（S）、青木詩織（KII）、北野瑠華（KII）、竹内彩姫（KII）、日高優月（KII）、井田玲音名（E）、鎌田菜月（E）、熊崎晴香（E）：9人 |
| remain7  | 伊藤きらら（8）、佐藤栞（8/B）、髙橋彩香（8/4）、濵咲友菜（8/4）、立仙愛理（8）、吉田華恋（8/A）、谷口もか（8/K）：7人                               |
| Chou     | 松岡菜摘（H）、神志那結衣（H）、森保まどか（H）、栗原紗英（TII）、山下エミリー（TII）、松本日向（TII）、宮﨑想乃（TII）：7人                         |

### 10人〜ユニット
| ユニット | メンバー |
| -------- | --- |
| 2ki      | 大塚七海、小越春花、川越紗彩、小見山沙空、曽我部優芽、高沢朋花、寺田陽菜、富永夢有、羽切瑠菜、古澤愛、古舘葵、真下華穂、三村妃乃、諸橋姫向、山崎美里衣、渡邉歩咲（いずれもNGT48研究生）：16人 |

## 本戦トーナメントの流れ
太字は勝利ユニット、（）内は対戦参加者。
| ブロ ック | 1回戦                                                                  | 2回戦                                                        | 3回戦                                                                | 準々決勝                                                 | 準決勝                                                | 決勝                                         |
| ブロ ック | ユニット名・氏名                                                       | 2回戦                                                        | 3回戦                                                                | 準々決勝                                                 | 準決勝                                                | 決勝                                         |
| --------- | ---------------------------------------------------------------------- | ------------------------------------------------------------ | -------------------------------------------------------------------- | -------------------------------------------------------- | ----------------------------------------------------- | -------------------------------------------- |
| A         | 博多女子 （朝長美桜） うどんだけじゃないけん! （行天優莉奈）           | 博多女子 （朝長美桜） 大空ついんず （本田そら）              | 大空ついんず （本田そら） 栄6期生 （北川綾巴）                       | 大空ついんず （本田そら） D³ （横山結衣）                | 大空ついんず 2ki （古館葵）                           | 2ki （真下華穂） Fortune cherry （多田京加） |
| A         | 大空ついんず                                                           | 博多女子 （朝長美桜） 大空ついんず （本田そら）              | 大空ついんず （本田そら） 栄6期生 （北川綾巴）                       | 大空ついんず （本田そら） D³ （横山結衣）                | 大空ついんず 2ki （古館葵）                           | 2ki （真下華穂） Fortune cherry （多田京加） |
| A         | ぱるひゅー （三島遥香） 栄6期生 （青木詩織）                           | 栄6期生 （熊崎晴香） めぐみん&りーたん （永野恵）            | 大空ついんず （本田そら） 栄6期生 （北川綾巴）                       | 大空ついんず （本田そら） D³ （横山結衣）                | 大空ついんず 2ki （古館葵）                           | 2ki （真下華穂） Fortune cherry （多田京加） |
| A         | めぐみん&りーたん                                                      | 栄6期生 （熊崎晴香） めぐみん&りーたん （永野恵）            | 大空ついんず （本田そら） 栄6期生 （北川綾巴）                       | 大空ついんず （本田そら） D³ （横山結衣）                | 大空ついんず 2ki （古館葵）                           | 2ki （真下華穂） Fortune cherry （多田京加） |
| A         | D³ （安田叶） 十人十色（清司麗菜）                                     | D³ （横山結衣） 火の国熊本三銃士 （田中美久）                | D³ （湯本亜美） パラパラ同好会 （森田彩花）                          | 大空ついんず （本田そら） D³ （横山結衣）                | 大空ついんず 2ki （古館葵）                           | 2ki （真下華穂） Fortune cherry （多田京加） |
| A         | 火の国熊本三銃士                                                       | D³ （横山結衣） 火の国熊本三銃士 （田中美久）                | D³ （湯本亜美） パラパラ同好会 （森田彩花）                          | 大空ついんず （本田そら） D³ （横山結衣）                | 大空ついんず 2ki （古館葵）                           | 2ki （真下華穂） Fortune cherry （多田京加） |
| A         | fairy w!nk （荒巻美咲） パラパラ同好会 （森田彩花）                    | パラパラ同好会 （森田彩花） 岡田美紅                         | D³ （湯本亜美） パラパラ同好会 （森田彩花）                          | 大空ついんず （本田そら） D³ （横山結衣）                | 大空ついんず 2ki （古館葵）                           | 2ki （真下華穂） Fortune cherry （多田京加） |
| A         | 岡田美紅                                                               | パラパラ同好会 （森田彩花） 岡田美紅                         | D³ （湯本亜美） パラパラ同好会 （森田彩花）                          | 大空ついんず （本田そら） D³ （横山結衣）                | 大空ついんず 2ki （古館葵）                           | 2ki （真下華穂） Fortune cherry （多田京加） |
| B         | Namba twinkles♡ （溝渕麻莉亜） 未年姉妹 （相川暖花）                   | Namba twinkles♡ （佐藤亜海） 残り物には福がある （井尻晏菜） | 残り物には福がある （井尻晏菜） はるの大三角 （齋藤陽菜）            | はるの大三角 （黒須遥香） 2ki （曽我部優芽）             | 大空ついんず 2ki （古館葵）                           | 2ki （真下華穂） Fortune cherry （多田京加） |
| B         | 残り物には福がある                                                     | Namba twinkles♡ （佐藤亜海） 残り物には福がある （井尻晏菜） | 残り物には福がある （井尻晏菜） はるの大三角 （齋藤陽菜）            | はるの大三角 （黒須遥香） 2ki （曽我部優芽）             | 大空ついんず 2ki （古館葵）                           | 2ki （真下華穂） Fortune cherry （多田京加） |
| B         | 舞台で隊 （歌田初夏） 野澤玲奈                                         | 舞台で隊 （歌田初夏） はるの大三角 （橋本陽菜）              | 残り物には福がある （井尻晏菜） はるの大三角 （齋藤陽菜）            | はるの大三角 （黒須遥香） 2ki （曽我部優芽）             | 大空ついんず 2ki （古館葵）                           | 2ki （真下華穂） Fortune cherry （多田京加） |
| B         | はるの大三角                                                           | 舞台で隊 （歌田初夏） はるの大三角 （橋本陽菜）              | 残り物には福がある （井尻晏菜） はるの大三角 （齋藤陽菜）            | はるの大三角 （黒須遥香） 2ki （曽我部優芽）             | 大空ついんず 2ki （古館葵）                           | 2ki （真下華穂） Fortune cherry （多田京加） |
| B         | 憧れのポップスターズ （谷川聖） START LINE （石安伊）                  | START LINE （石安伊） 蔵本美結                               | START LINE （石安伊） 2ki （寺田陽菜）                               | はるの大三角 （黒須遥香） 2ki （曽我部優芽）             | 大空ついんず 2ki （古館葵）                           | 2ki （真下華穂） Fortune cherry （多田京加） |
| B         | 蔵本美結                                                               | START LINE （石安伊） 蔵本美結                               | START LINE （石安伊） 2ki （寺田陽菜）                               | はるの大三角 （黒須遥香） 2ki （曽我部優芽）             | 大空ついんず 2ki （古館葵）                           | 2ki （真下華穂） Fortune cherry （多田京加） |
| B         | 2ki （三村妃乃） BABYCHEEKS♡ （武田智加）                              | 2ki （富永夢有） rabi♡ （本村碧唯）                          | START LINE （石安伊） 2ki （寺田陽菜）                               | はるの大三角 （黒須遥香） 2ki （曽我部優芽）             | 大空ついんず 2ki （古館葵）                           | 2ki （真下華穂） Fortune cherry （多田京加） |
| B         | rabi♡                                                                  | 2ki （富永夢有） rabi♡ （本村碧唯）                          | START LINE （石安伊） 2ki （寺田陽菜）                               | はるの大三角 （黒須遥香） 2ki （曽我部優芽）             | 大空ついんず 2ki （古館葵）                           | 2ki （真下華穂） Fortune cherry （多田京加） |
| C         | MAKARON's （山内瑞葵） 武藤シスターズ （武藤小麟）                     | 武藤シスターズ （武藤小麟） THREE TOPAZES （谷口茉妃菜）     | THREE TOPAZES （谷口茉妃菜） 地球温暖化について語る会 （奥原妃奈子） | THREE TOPAZES （谷口茉妃菜） Fortune cherry （多田京加） | Fortune cherry （松田祐実） ザ・イーズ （坂本愛玲菜） | 2ki （真下華穂） Fortune cherry （多田京加） |
| C         | THREE TOPAZES                                                          | 武藤シスターズ （武藤小麟） THREE TOPAZES （谷口茉妃菜）     | THREE TOPAZES （谷口茉妃菜） 地球温暖化について語る会 （奥原妃奈子） | THREE TOPAZES （谷口茉妃菜） Fortune cherry （多田京加） | Fortune cherry （松田祐実） ザ・イーズ （坂本愛玲菜） | 2ki （真下華穂） Fortune cherry （多田京加） |
| C         | MUOM （後藤萌咲） teamお鍋（石田優美）                                 | MUOM （後藤萌咲） 地球温暖化について語る会 （奥原妃奈子）    | THREE TOPAZES （谷口茉妃菜） 地球温暖化について語る会 （奥原妃奈子） | THREE TOPAZES （谷口茉妃菜） Fortune cherry （多田京加） | Fortune cherry （松田祐実） ザ・イーズ （坂本愛玲菜） | 2ki （真下華穂） Fortune cherry （多田京加） |
| C         | 地球温暖化について語る会                                               | MUOM （後藤萌咲） 地球温暖化について語る会 （奥原妃奈子）    | THREE TOPAZES （谷口茉妃菜） 地球温暖化について語る会 （奥原妃奈子） | THREE TOPAZES （谷口茉妃菜） Fortune cherry （多田京加） | Fortune cherry （松田祐実） ザ・イーズ （坂本愛玲菜） | 2ki （真下華穂） Fortune cherry （多田京加） |
| C         | ひならん （小林蘭） 超大盛 （大盛真歩）                                | 超大盛 （大盛真歩） 大人の事情 （馬嘉伶）                    | 大人の事情 （馬嘉伶） Fortune cherry （松田祐実）                    | THREE TOPAZES （谷口茉妃菜） Fortune cherry （多田京加） | Fortune cherry （松田祐実） ザ・イーズ （坂本愛玲菜） | 2ki （真下華穂） Fortune cherry （多田京加） |
| C         | 大人の事情                                                             | 超大盛 （大盛真歩） 大人の事情 （馬嘉伶）                    | 大人の事情 （馬嘉伶） Fortune cherry （松田祐実）                    | THREE TOPAZES （谷口茉妃菜） Fortune cherry （多田京加） | Fortune cherry （松田祐実） ザ・イーズ （坂本愛玲菜） | 2ki （真下華穂） Fortune cherry （多田京加） |
| C         | Fortune cherry （松田祐実） フレッシュドラキュアッ!(偽) （大田莉央奈） | Fortune cherry （多田京加） ねむたい （大芝りんか）          | 大人の事情 （馬嘉伶） Fortune cherry （松田祐実）                    | THREE TOPAZES （谷口茉妃菜） Fortune cherry （多田京加） | Fortune cherry （松田祐実） ザ・イーズ （坂本愛玲菜） | 2ki （真下華穂） Fortune cherry （多田京加） |
| C         | ねむたい                                                               | Fortune cherry （多田京加） ねむたい （大芝りんか）          | 大人の事情 （馬嘉伶） Fortune cherry （松田祐実）                    | THREE TOPAZES （谷口茉妃菜） Fortune cherry （多田京加） | Fortune cherry （松田祐実） ザ・イーズ （坂本愛玲菜） | 2ki （真下華穂） Fortune cherry （多田京加） |
| D         | yaaaaaaaya （中川美音） 絶対優勝しような! （甲斐心愛）                 | 絶対優勝しような! （甲斐心愛） LovelySugar （佐藤妃星）      | LovelySugar （市川愛美） rose （太田奈緒）                           | rose （太田奈緒） ザ・イーズ （坂本愛玲菜）              | Fortune cherry （松田祐実） ザ・イーズ （坂本愛玲菜） | 2ki （真下華穂） Fortune cherry （多田京加） |
| D         | LovelySugar                                                            | 絶対優勝しような! （甲斐心愛） LovelySugar （佐藤妃星）      | LovelySugar （市川愛美） rose （太田奈緒）                           | rose （太田奈緒） ザ・イーズ （坂本愛玲菜）              | Fortune cherry （松田祐実） ザ・イーズ （坂本愛玲菜） | 2ki （真下華穂） Fortune cherry （多田京加） |
| D         | ちぐはぐシスターズ （安部若菜） Destiny hero （久代梨奈）              | Destiny hero （石塚朱莉） rose （人見古都音）                | LovelySugar （市川愛美） rose （太田奈緒）                           | rose （太田奈緒） ザ・イーズ （坂本愛玲菜）              | Fortune cherry （松田祐実） ザ・イーズ （坂本愛玲菜） | 2ki （真下華穂） Fortune cherry （多田京加） |
| D         | rose                                                                   | Destiny hero （石塚朱莉） rose （人見古都音）                | LovelySugar （市川愛美） rose （太田奈緒）                           | rose （太田奈緒） ザ・イーズ （坂本愛玲菜）              | Fortune cherry （松田祐実） ザ・イーズ （坂本愛玲菜） | 2ki （真下華穂） Fortune cherry （多田京加） |
| D         | ♡cheekcheek♡ （馬場彩華） ずみいもだす （梅本和泉）                    | ずみいもだす （堺萌香） もしドラ （岡田梨奈）                | もしドラ （岡田梨奈） ザ・イーズ （坂本愛玲菜）                      | rose （太田奈緒） ザ・イーズ （坂本愛玲菜）              | Fortune cherry （松田祐実） ザ・イーズ （坂本愛玲菜） | 2ki （真下華穂） Fortune cherry （多田京加） |
| D         | もしドラ                                                               | ずみいもだす （堺萌香） もしドラ （岡田梨奈）                | もしドラ （岡田梨奈） ザ・イーズ （坂本愛玲菜）                      | rose （太田奈緒） ザ・イーズ （坂本愛玲菜）              | Fortune cherry （松田祐実） ザ・イーズ （坂本愛玲菜） | 2ki （真下華穂） Fortune cherry （多田京加） |
| D         | ザ・イーズ （坂本愛玲菜） さくらんぼの妖精                             | ザ・イーズ （坂本愛玲菜） ♡OyakO♡ （峯吉愛梨沙）             | もしドラ （岡田梨奈） ザ・イーズ （坂本愛玲菜）                      | rose （太田奈緒） ザ・イーズ （坂本愛玲菜）              | Fortune cherry （松田祐実） ザ・イーズ （坂本愛玲菜） | 2ki （真下華穂） Fortune cherry （多田京加） |
| D         | ♡OyakO♡                                                                | ザ・イーズ （坂本愛玲菜） ♡OyakO♡ （峯吉愛梨沙）             | もしドラ （岡田梨奈） ザ・イーズ （坂本愛玲菜）                      | rose （太田奈緒） ザ・イーズ （坂本愛玲菜）              | Fortune cherry （松田祐実） ザ・イーズ （坂本愛玲菜） | 2ki （真下華穂） Fortune cherry （多田京加） |

## 結果
| 順位 | ユニット名     | 備考                                                        |
| ---- | -------------- | ----------------------------------------------------------- |
| 1位  | Fortune cherry | メジャーデビュー シングル表題曲「ひまわりのない世界」を担当 |
| 2位  | 2ki            | カップリング曲「ドローンジェラシー」を担当                  |

## 公式関連出版物
- AKB48グループ ユニットじゃんけん大会 公式ガイドブック2018（2018年9月5日、光文社）